# Nyomárkay István
Nyomárkay István (Budapest, 1937. március 16. – 2020. augusztus 5.) magyar nyelvész, szlavista, filológus, egyetemi tanár, a Magyar Tudományos Akadémia rendes tagja, a Horvát Tudományos és Művészeti Akadémia levelező tagja. Kutatási területei a déli szláv filológia és a magyar–déli szláv nyelvi kapcsolatok. Jelentős lexikográfiai munkássága: Hadrovics Lászlóval közösen készített horvát–magyar, magyar–horvát, valamint szerb–magyar és magyar–szerb szótárat. 1987-től 2003-ig az ELTE Bölcsészettudományi Kar Szláv Filológiai Tanszékének vezetője, 1999 és 2003 között az ELTE Bölcsészettudományi Kar Szláv és Balti Filológiai Intézet igazgatója.

## Életpályája
1955-ben érettségizett a budapesti Eötvös József Gimnáziumban. 1956-ban kezdte meg egyetemi tanulmányait az Eötvös Loránd Tudományegyetem Irodalom- és Nyelvtudományi (később Bölcsészettudományi Kar) magyar–délszláv (azaz horvát és szerb) szakán, ahol 1961-ben szerzett középiskolai tanári diplomát. 1965-ben védte meg A felvilágosodás szókincse a szlavóniai horvát irodalomban című  bölcsészdoktori disszertációját. 
Diplomájának megszerzése után a budapesti Kossuth Lajos Gépipari Technikumban tanított tizenkét éven keresztül. 1973–1974-ben a leningrádi Zsdanov Egyetem (ma: Szentpétervári Egyetem), 1974–1975-ben a Zágrábi Egyetem magyar lektora. 1975-től az ELTE Szláv Filológiai Tanszékének oktatója, kezdetben adjunktusi beosztásban. 1981-től egyetemi docensként dolgozott. 1987-ben vette át a tanszék vezetését, két évvel később egyetemi tanári kinevezését. 
1993 és 1998 között a Szláv Tanszékcsoport, majd 2003-ig a Szláv és Balti Filológiai Intézet vezetője volt. Az intézetet és a tanszéket is 2003-ig vezette. Mellette 2002 és 2003 között az Ukrán Filológiai Tanszék megbízott vezetője volt. 2007-ben professor emeritusi címet kapott. 1999 és 2002 között Széchenyi professzori ösztöndíjjal kutatott.
1979-ben védte meg a nyelvtudományok kandidátusi, 1987-ben akadémiai doktori értekezését. Előbbi Az idegen szavak alaktani és mondattani beilleszkedése a szerbhorvát nyelv rendszerébe, utóbbi A horvát nyelvújítás magyar mintái címet viseli.  Az MTA Nyelvtudományi Bizottságának is tagja volt. 1997-ben a Horvát Tudományos és Művészeti Akadémia levelező tagjává választották. 2004-ben a Magyar Tudományos Akadémia levelező, 2010-ben pedig rendes tagjává választották. 2005-ben az MTA Magyar Nyelvi Bizottságának elnöke, 2008-ban az Irodalom- és Nyelvtudományi Osztály elnökhelyettese lett. Tagja volt az MTA Doktori Tanácsának is.
Akadémiai tisztségei mellett a tudományos élet más szervezeteiben is aktívan vett részt: 1996-ban a Modern Filológiai Társaság, 1999-ben a Magyar Szlavisták Szövetségének elnöke lett. 1995-ben a Magyar Nyelvtudományi Társaság országos választmányának tagjává, 2004-ben alelnökévé választották. Ezenkívül a Nemzetközi Szlavisztikai Bizottság magyar nemzeti bizottságának elnöke, 2000-től a Studia Slavica Scientiarum Hungaricae című tudományos szakfolyóirat főszerkesztője, emellett a Magyar Nyelv, Radovi Zadar, a Slavia Centralis és a Zágrábban megjelenő Kroatologija szerkesztőbizottságának tagja volt. 2010-ben megalapította a filologia.hu online folyóiratot, amelynek főszerkesztői teendőit is átvette.
Hosszan tartó, súlyos betegség után 83 éves korában érte a halál.

## Munkássága
Fő kutatási területei a déli szláv filológia, a magyar–déli szláv (szlovén, horvát, szerb) nyelvi kapcsolatok, a horvát és a szerb nyelv jelene és a magyar nyelvészet egyes kérdései.
Tudományos pályájának kezdetén a horvát és szerb nyelvben élő idegen szavak, azok alaktani és mondattani beilleszkedésének kérdései foglalkoztatták. Ez volt kandidátusi értekezésének is a témája, amely később horvát nyelven meg is jelent Strane riječi u hrvatskosrpskom/srpskohrvatskom jeziku címmel.
Számos tanulmányban foglalkozott a horvát nyelvújítással, annak német és magyar mintáival. Elsősorban az államigazgatás, a posta és vasút terminológiáját vizsgálva jutott arra a következtetésre, hogy a 19. század második felének horvát nyelvújító mozgalma leggyakrabban német mintára alkotott tükörszavakat és tükörkifejezéseket, de egyes szavak esetében teljes bizonyossággal kimutatható, hogy a fordítás mintájául a megfelelő magyar szó vagy kifejezés szolgált. Ebben a témában született akadémiai doktori értekezése, amely később német nyelven jelent meg Ungarische Vorbilder der kroatischen Spracherneuerung címmel.
Kutatásaiban fontos szerepet kapott a nyugat-magyarországi horvátok, más néven  burgenlandi vagy gradistyei horvátok, egykori irodalmi nyelvével kapcsolatos témák feldolgozása. Ennek eredményeképp jelent meg a burgenlandi horvát nyelvtörténeti szótára (Sprachhistorisches Wörterbuch des Burgenlandkroatischen), továbbá Vig Istvánnal közösen sajtó alá rendezte a Pannonhalmi Apátság könyvtárában őrzött kéziratos burgenlandi horvát prédikációkat is, amelyeket alapos bevezető tanulmánnyal látott el, a kötet a Rukopisne prodike iz Pannonhalme címet viseli.
Az ezredforduló idején került érdeklődési körébe a 18–19. században zajló anyanyelvi öntudatra ébredés, amelyet jól mutat az ebben a néhány évtizedben, nemzeti nyelven megjelent nyelvtanok száma. A mintául szolgáló német nyelvű grammatika számos magyar, horvát, szlovák és szlovén fordítást, átdolgozást kapott. Ezt a folyamatot és az egyes grammatikákat dolgozta fel Anyanyelvi ébredés és hagyomány nálunk és szomszédainknál című monográfiájában.
Utolsó monografikus műve 2007-ben jelent meg Rövid horvát és szerb nyelvtörténet címmel. Ez mindmáig az egyetlen magyar nyelvű mű, amely a horvát és szerb nyelv történetét dolgozza fel, egészen az indoeurópai kiindulástól, az ősszláv korszakon át a déli szláv nyelvterületen bekövetkezett változásokig. A nyelv történetének bemutatásában inkább a külső nyelvtörténet kerül túlsúlyba, ugyanakkor a leglényegesebb, magát a nyelvi rendszert érintő hang- és alaktani változásokról is bőséges ismeretet szerezhet az érdeklődő olvasó. Ebbe a nyelvtörténetbe bekerültek olyan témák is, amelyekkel Nyomárkay István korábban más keretek között már foglalkozott: az idegen szavak beilleszkedése a horvát és szerb nyelv rendszerébe, a horvát nyelvújítás, a horvát és a szerb nyelv közötti különbségek. A kötetet egy bőséges irodalom-jegyzék zárja, amely témakörönként gyűjti egybe a legrelevánsabb vonatkozó szakirodalmat.
Nyomárkay István munkásságának szerves részét képezte a lexikográfia is. Hadrovics Lászlóval közösen jegyzi az Akadémiai Kiadónál megjelent horvát–magyar, magyar–horvát, szerb–magyar és magyar–szerb kisszótárakat. Đuro Blažekával és Rácz Erikával közösen jelentetett meg egy magyarországi horvát tájszótárt (Mura menti horvát tájszótár/Rječnik pomurskih Hrvata), amely a  Mura menti kaj-horvát dialektus szókincsét tartalmazza.
Életének utolsó évtizedében nagy figyelmet szentelt az első nyomtatott kaj-horvát könyv, az 1573-ban megjelent Decretum szövegének. Ez voltaképpen Werbőczy István törvénykönyvének fordítása. Részletes filológiai elemzések segítségével Nyomárkay rámutatott arra, hogy a kaj-horvát fordítás minden bizonnyal a magyar fordítás alapján készült. Eredményeit több tanulmányban összegezte, amelyek horvátul és magyarul jelentek meg jeles hazai és horvát folyóiratokban.

## Díjai, elismerései
- Fran Miklošič-emlékérem (1994)
- Matija Petar Katančić-emlékérem (1998)
- Ivan Antunović-emlékérem (1999)
- Szent-Györgyi Albert-díj (2000)
- Horvát Köztársaság Hajnalcsillag Rendje (2003)
- Magyar Köztársasági Érdemrend lovagkeresztje (2007)
- Vatroslav Jagić-emlékérem (2010)

## Főbb publikációi

### Monográfiák
- Strane rijeci u hrvatskosrpskom (srpskohrvatskom) jeziku. Izdanje Demokratskog saveza južnih Slavena u Madarskoj, Budimpešta, 1984.
- Ungarische Vorbilder der kroatischen Spracherneuerung. Akadémiai Kiadó, Budapest, 1989.
- Anyanyelvi ébredés és hagyomány nálunk és szomszédainknál. Lucidus Kiadó, Budapest, 2002. (Kisebbségkutatás könyvek).
- Rövid horvát és szerb nyelvtörténet. ELTE BTK Szláv Filológiai Tanszék, Budapest, 2007. (Opera Slavica Budapestinensia, Linguae Slavicae).
- Szláv szomszédaink. Akadémiai Kiadó, Budapest, 2013. (Pont könyvek).

### Tankönyvek
- Magyar nyelvkönyv idegen ajkúak számára; TIT Országos Központ, Budapest, 1981.
- Sintaksa savremenog srpskohrvatskog (hrvatskosrpskog) jezika. Tankönyvkiadó, Budapest. 1983.
- Nyomárkay István–Dujmov Szpomenka: Szerb-horváth (horváth-szerb) leíró nyelvtan és gyermekirodalom; Tankönyvkiadó, Budapest, 1984.
- Gramatika srpskohrvatskog jezika. Tankönyvkiadó, Budapest, 1989.

### Szótárak
- Sprachhistorisches Wörterbuch des Burgenlandkroatischen. ZIGH – Akadémiai Kiadó, Željezo–Sombatel, 1996.
- Hadrovics László–Nyomárkay István: Horvát–magyar szótár. Akadémiai Kiadó, Budapest, 1996.
- Hadrovics László–Nyomárkay István: Szerb–magyar szótár. Akadémiai Kiadó, Budapest 1997.
- Hadrovics László–Nyomárkay István: Magyar–szerb szótár. Akadémiai Kiadó, Budapest 1997.
- Hadrovics László–Nyomárkay István: Szerb–magyar kisszótár. Akadémiai Kiadó, Budapest, 2002.
- Hadrovics László–Nyomárkay István: Magyar–szerb kisszótár. Akadémiai Kiadó, Budapest, 2002.
- Hadrovics László – Nyomárkay István: Horvát–magyar kisszótár. Akadémiai Kiadó, Budapest, 2003.
- Hadrovics László–Nyomárkay István: Magyar–horvát kisszótár. Akadémiai Kiadó, Budapest, 2003.
- Đuro Blažeka–Nyomárkay István–Rácz Erika: Mura menti horvát tájszótár. Tinta, Budapest, 2009. (Segédkönyvek a nyelvészet tanulmányozásához).

### Tanulmánykötetek
- Kroatističke studije. Matica hrvatska, Zagreb, 2000.
- Nyelveink múltja és jelene. ELTE BTK Szláv Filológiai Tanszék, Budapest, 2004. (Opera Slavica Budapestinensia, Linguae Slavicae).

### Szerkesztett művek
- Fordítás és nyelvoktatás. Szerk. Nyomárkay István; TIT Idegennyelv-oktatási Szakosztály, Budapest, 1981.
- Szlavisztikai tanulmányok. Emlékkönyv Király Péter 70. születésnapjára. Szerk. Gregor Ferenc, Nyomárkay István; ELTE Szláv Filológiai Tanszék, Budapest, 1987.
- A magyarországi szláv nyelvtudomány bibliográfiája 1985-ig / Bibliografija vengerszkoj jazikovedcseszkoj szlavistyiki do 1985 g. /. Szerk. Nyomárkay István et al.; ELTE Szláv Filológiai Tanszék, Budapest, 1990.
- Magyarországi szláv kéziratok. Főszerk. Nyomárkay István; ELTE Szláv Filológiai Tanszék, Budapest, 1990.
- Segédkönyv a szlavisztikai szemináriumi gyakorlatokhoz Gregor Ferenc válogatott írásaiból. Vál., szerk. Kiss Lajos és Nyomárkay István, előszó írta Kiss Lajos; ELTE BTK Szláv Filológiai Tanszék, Budapest, 1999.
- Szlavisztika a magyar felsőoktatásban. Szerk. Nyomárkay István, Kálmán Ildikó, Vig István; ELTE BTK Szláv Filológiai Tanszék, Budapest, 1999.
- Hungaro–Slavica, 2001. Studia in honorem Iani Bańczerowski. Szerk. Nyomárkay István; ELTE Szláv és Balti Filológiai Intézet, Budapest, 2001.
- Croato-Hungarica. Uz 900 godina hrvatsko-mađarskih povijesnih veza / A horvát-magyar történelmi kapcsolatok 900 éve alkalmából. Szerk. Milka Jauk-Pinhak, Kiss Gy. Csaba, Nyomárkay István; Katedra za hungarologiju Filozofskoga fakulteta Sveučilišta u Zagrebu–Matica hrvatska, Zagreb, 2002. (Biblioteka Hungarologica Zagrabiensis).
- Kis szláv lexikográfia. Szerk. Nyomárkay István, Vig István; ELTE BTK Szláv Filológiai Tanszék, Budapest, 2004. (Opera Slavica Budapestinensia, Linguae Slavicae).
- Rukopisne prodike iz Pannonhalme. Szerk. Nyomárkay István, Vig István. ZIGH, Željezo, 2005.
- A fordítás elméleti és gyakorlati kérdései. Tiszteletkötet Papp Andrea emlékére. Szerk. Nyomárkay István, Nagy Sándor István; Modern Filológiai Társaság, Budapest, 2019.

### Tanulmányok
- A magyar és a szerbhorvát nyelv kapcsolata. In: Balázs János (szerk.), Nyelvünk a Duna-tájon. Tankönyvkiadó, Budapest, 291–350.
- A tükörfordításokról – különös tekintettel a szerbhorvátra. Magyar Nyelv 89., 180–189.
- A szerbhorvát nyelvkérdés. Magyar Nyelvőr 121., 204–213.
- A világ nyelvi képe az idegen szavak tükrében egy horvát drámában és magyar fordításában (2000)
- A horvát és szerb szótárirodalom. In: Kis szláv lexikográfia. Szerk. Nyomárkay István, Vig István; ELTE BTK Szláv Filológiai Tanszék, Budapest, 2004. (Opera Slavica Budapestinensia, Linguae Slavicae), 50–110.
- Spracherneuerungen in Mitteleuropa im 19. Jahrhundert: Versuch der Herausbildung muttersprachlicher Terminologien in den mitteleuropäischen Sprachen. Studia Slavica 53/2., 425–440.
- A közép-kelet-európai nyelvek szellemi rokonsága. Magyar Nyelvőr 136., 1–12.
- Filológia – a nyelvi kapcsolatok kutatásának tudománya. Magyar hatás a 16. századi horvát jogi terminológiában; MTA, Budapest, 2014 (Székfoglalók a Magyar Tudományos Akadémián)
- Nyelvi kölcsönhatás a szavak tükrében. A magyar-horvát nyelvi kapcsolatok múltja és jelene; MTA, Budapest, 2014 (Székfoglalók a Magyar Tudományos Akadémián)